# 7mm-08 Remington
El 7mm-08 Remington es un cartucho de rifle  que es básicamente la copia de un cartucho particular desarrollado en 1958 conocido como el 7mm/308. Como el nombre lo sugiere, es el resultado de haber ajustado el cuello del .308 Winchester para alojar balas de 7 mm (.284 pulgadas) de diámetro, habiendo también aumentado ligeramente la longitud del casquillo. De los cartuchos desarrollados a partir del casquillo del .308 Win,  el 7mm-08 es el segundo más popular después del .243 Winchester. Sin embargo el .308 sigue siendo el más popular de los tres. En 1980, el Remington Arms introdujo este cartucho al mercado, recamarándolo para sus rifles Modelo 788 y Modelo 700, junto con una edición limitada de su Modelo 7600 de bomba a inicios del siglo 21.

## Usos
El 7mm-08 Remington es bastante versátil, siendo adecuado en diferentes escenarios de caza; desde zonas de monte denso hasta campo abierta y zonas de montaña. Debido al relativamente alto coeficiente balístico de los proyectiles calibre 7mm en general, el 7mm-08 tiene una trayectoria más plana que el.308 Winchester y .30-06 Springfield con proyectiles de pesos similares, además de tener la capacidad de sortear más eficientemente los vientos cruzados que los otros dos y siendo su trayectoria comparable a la del .270 Winchester, con la ventaja de ser recamarado en un mecanismo de acción corta y de generar un retroceso ligeramente inferior al del .308 Winchester. 
Con los proyectiles adecuados, el 7mm-08 completa los requisitos mínimos para cazar legalmente alces en Suecia, Finlandia, y Noruega, comparándose favorablemente con calibres europeos como el 6.5×55mm, 7×57mm, 7×57mmR, 300 Savage, 303 británico y el .308 Winchester. 

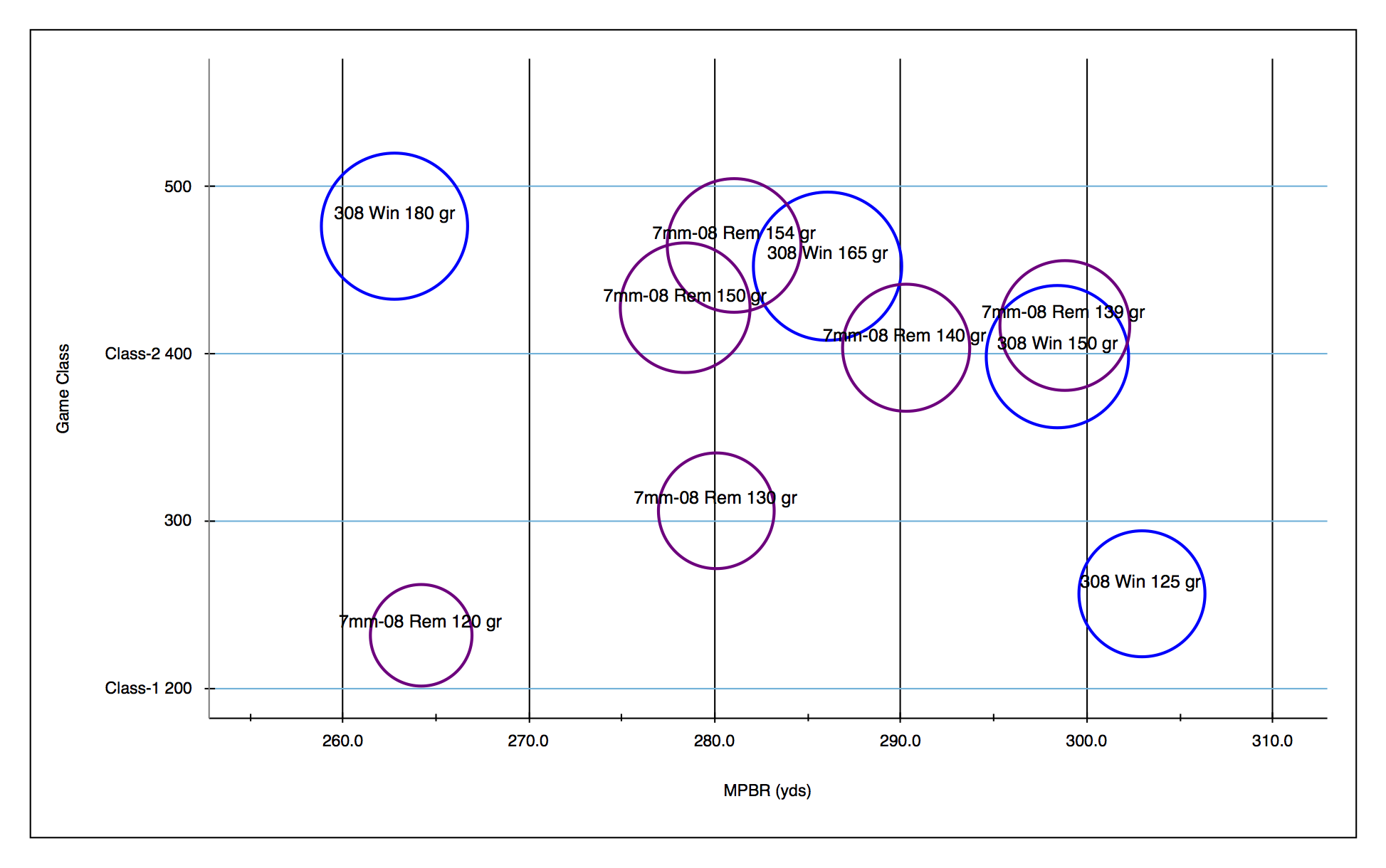
Clase de juego vs 6 pulgada Gama de Espacio de Punto Máxima (medida de círculo proporcional a recoil).

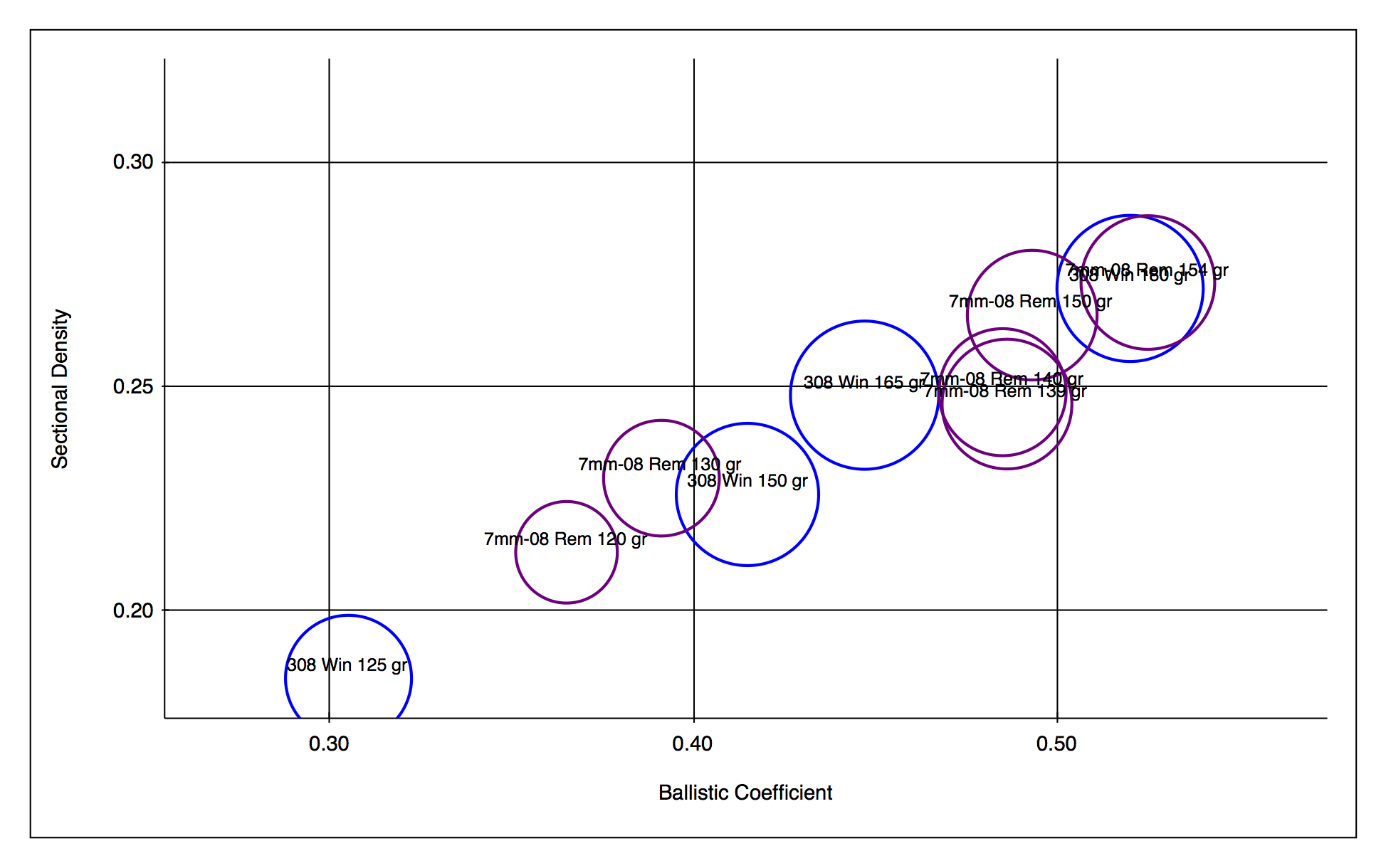
Sectional Densidad vs Coeficiente Balístico.